# Христлиб, Теодор
Теодор Христлиб (нем. Theodor Christlieb; 7 марта 1833, Биркенфельд (Вюртемберг) — 15 августа 1889, Бонн) — евангелический богослов, пастор, педагог, профессор практического богословия в Боннском университете, Доктор философии (1857).

## Биография
Изучал теологию в Тюбингенской богословской семинарии. Сначала служил викарием в Людвигсбурге, затем прихода недалеко от Штутгарта. С 1858 по 1865 год был пастором немецкой общины в лондонском районе Ислингтон, затем с 1865 по 1868 год — пастором во Фридрихсхафене на Боденском озере. С 1868 года и до самой смерти в течение 21 года был профессором практического богословия и университетским проповедником в Боннском университете.
Христлиб — представитель христианства, основанного на личной вере и обращении, которое он стремился защитить и распространить в современном мире. Помимо прочего, его можно считать сооснователем миссиологии, в которую он внёс некоторый ранний вклад и вместе с Густавом Варнеком основал первый немецкий миссиологический журнал Allgemeine Missionszeitung.
Много работал в области внутренней и внешней миссии; «Johanneum» в Бонне — евангелическое училище для подготовления миссионеров — было его делом. Был деятельным членом евангелического союза. Кроме проповедей, издал «Leben und Lehre des Johannes Scotus Erigena» (Гота, 1860); «Moderne Zweifel am christl. Glauben» (Базель, 1868; 2-е изд. Бонн, 1868); «Der gegenwärtige Stand der evang. Heidenmission» (1879; 4 изд. 1880); «Die Bildung evangelisch begabter Männer zum Gehilfendienst am Wort» (Касс., 1888); «Homiletik. Vorlesungen» (Базель, 1893) и др.